# Jean Massin (Historiker)
Jean Massin (* 1917; † 1986) war ein französischer Musikwissenschaftler und Historiker.
Nachdem er sich vom Priesteramt losgesagt hatte, legte er in der zweiten Hälfte der 1950er Jahre musikwissenschaftliche Werke zu Ludwig van Beethoven und zu Wolfgang Amadeus Mozart vor und trug beträchtlich zu einer Wiederbelebung der wissenschaftshistorischen Auseinandersetzung mit beiden Komponisten in Frankreich bei. Gemeinsam mit seiner Frau Brigitte (1927–2002) veröffentlichte er 1977/78 ein dreibändiges Werk zur Musikgeschichte von 1600 bis 1945.
Als Historiker beschäftigte er sich eingehend mit der Französischen Revolution. Dazu verfasste er unter anderem Biographien über Robespierre und Marat. Außerdem war er Herausgeber einer kommentierten Ausgabe von autobiographischen Schriften Rousseaus.
In seinen Publikationen beschäftigte sich Massin auch mit Geistesgrößen der französischen Literatur, so mit Charles Baudelaire und mit Victor Hugo, dessen vollständiges, chronologisch geordnetes Werk in 36 Bänden unter Massins Leitung 1980 herausgegeben wurde. Diese Werkausgabe gilt noch immer als die seriöseste.

## Werkauswahl
- Baudelaire devant la douleur, 1944
- Ludwig van Beethoven, 1955
- Écrits autobiographiques. Jean-Jacques Rousseau. Confessions. Choix de lettres. Histoire du précédent écrit et Rêveries du promeneur solitaire (introduction et notes de Jean Massin), 1955.
- Robespierre, 1956
- Wolfgang Amadeus Mozart, 1959
- Marat, 1960
- Victor Hugo - Œuvres complètes, Massin (Hrsg.), Paris 1980, 36 Bände
- Histoire de la musique: de Monteverdi à Varèse 1600-1945, 1977–1978, 3 Bände